# Halina Evert-Kappesowa

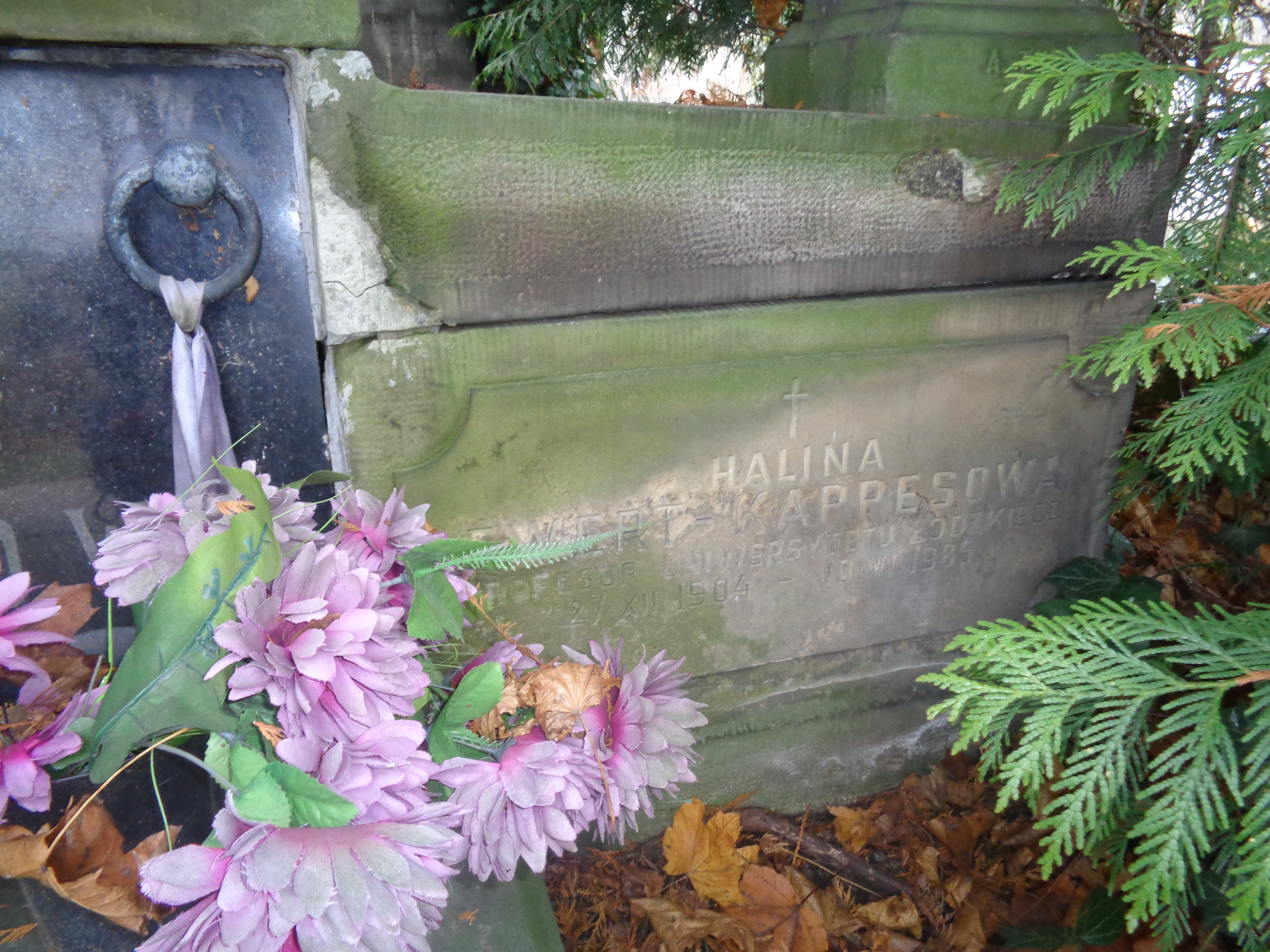
Grób Haliny Evert-Kappes na Cmentarzu ewangelicko-augsburskim

Halina Evert-Kappesowa (ur. 27 grudnia 1904 w Łodzi, zm. 10 czerwca 1985) – historyk, bizantynolog, profesor Uniwersytetu Łódzkiego, inicjatorka badań bizantynologicznych w Łodzi. 

## Życiorys
Była córką Ludwika Everta, siostrą Władysława. W latach 1923–1927 przebywała w Stambule. Ukończyła studia historyczna na UW pod kierunkiem Oskara Haleckiego. Następnie pracowała na UW pod kierunkiem Kazimierza Zakrzewskiego. Studia kontynuowała w Paryżu pod opieką naukową Charles’a Diehla i Rodolphe’a Guillanda. Okres II wojny światowej spędziła w Warszawie, gdzie w 1942 na tajnych kompletach uzyskała tytuł doktora (zatwierdzenie tytułu doktora przez Radę Wydziału Humanistycznego UW - 1945). W czasie okupacji związana z organizacją „Wolność i Lud”. Po 1945 nauczyciel w szkole średniej, w Centralnej Szkole Wyszkolenia Sanitarnego, lektor w Wyższej Szkole Ekonomicznej w Łodzi. Od 1945 zatrudniona na UŁ. W latach 1951–1955 adiunkt w Zakładzie Historii Starożytnej i Średniowiecznej UŁ, 1956-1971 docent UŁ, od 1971 profesor nadzwyczajny (od 1975 emerytowana). W latach 1957–1970 kierownik Zakładu Historii Bizancjum UŁ, 1966-1975 kierownik Zakładu Historii Powszechnej Starożytnej i Średniowiecznej UŁ. Pochowana na cmentarzu ewangelicko-augsburskim przy ulicy Młynarskiej (aleja 24, grób 14). Wyrazem uznania dla jej osiągnięć naukowych są Krzyż Kawalerski Orderu Odrodzenia Polski, Medal Komisji Edukacji Narodowej, Złota Odznaka Uniwersytetu Łódzkiego.

## Zainteresowania badawcze
Zakres jej badań był bardzo rozległy, obejmował bowiem praktycznie całe dzieje Cesarstwa Bizantyńskiego od IV do XV w. Evert-Kappesowa zajmowała się na następującymi zagadnieniami: stosunki Bizancjum z Zachodem w okresie unii lyońskiej, stosunki bizantyńsko-łacińskie w przededniu zdobycia Konstantynopola przez Turków, stosunki gospodarczo-społeczne w Bizancjum w VII-IX w., kolonizacja słowiańska w cesarstwie bizantyńskim; wieś bizantyńska oraz kryzys Bizancjum w XI w. Jej staraniem doszło do powstania w 1957 r. Zakładu Historii Bizancjum, jedynej wówczas placówki bizantynologicznej w Polsce. Zakład ten przestał istnieć w 1970 w wyniku reformy organizacyjnej. 

## Uczniowie
Do jej uczniów należą: Waldemar Ceran, Małgorzata Dąbrowska, Piotr Krupczyński.

## Członkostwo w towarzystwach naukowych
Halina Evert-Kappesowa była członkiem: Komitetu Nauk o Kulturze Antycznej PAN, Komisji Bizantynologicznej Komitetu Nauk o Kulturze Antycznej PAN, Association Internationale des Études Byzantines, PTH, Łódzkiego Towarzystwa Naukowego, 
Komisji Bałkanistycznej Komitetu Słowianoznawstwa PAN. Członek komitetów redakcyjnych czasopism: „Byzantinoslavica” (Praha), „Palaeologia” (Osaka), „Nautologia” (Gdynia).